# Ithocritus ruber
Ithocritus ruber là một loài bọ cánh cứng trong họ Cerambycidae.